# Riven: The Sequel to Myst
Riven: The Sequel to Myst, або Riven — відеогра жанру графічного квеста, створена братами Робіном Міллером (Robyn Miller) та Ренд Міллер (Rand Miller), є сіквелом оригінальному Myst. Випущена платформах Macintosh, Windows, PlayStation, Sega Saturn та Pocket PC.

## Про назву гри
Riven — це назва світу, що грає ключове значення в дії гри. У сюжетній лінії Myst Riven був відомий як П'ятий світ, створений Геном (Gehn), батьком Атруса (Atrus). Як і всі світи, написані Геном, є нестійким і приреченим на смерть. Англійське слово «Riven» означає «розколотий, розщеплений»; так і в грі: світ поділений на п'ять нестабільних островів, між якими розташована величезна ущелина в формі зірки. Корінне населення світу розколоте на фракції: присутні як прихильники Гена, так і його противники.
З точки зору нумерології, можна відзначити таку магію цифр. Слово «Riven» складається з п'яти букв. На обкладинці гри третя буква назви «v» виглядає трохи крупніше інших, з іншого боку, V — це римська цифра «п'ять». Повна назва гри — Riven: The Sequel to Myst — також складається з п'яти слів. Цифра «п'ять» стала настільки знаковою для гри, що деякі сайти оголосили конкурс на виявлення прихованої цифри в пейзажах гри, її сценарії і навіть графічному оформленні коробки з грою. У самій грі цифра «п'ять» в тому чи іншому вигляді зустрічається регулярно.

## Сюжет
Хоча Riven є продовженням гри Myst, події його в значній мірі залежать від роману «Myst: The Book of Atrus», випущеного в 1995. Сюжет гри є логічним продовженням першої частини й починає свій розвиток з світу D'ni, де знаходиться укладений у нього Атрус. Гравець знову приймає на себе роль Мандрівника (Stranger), та Атрус знову просить його про допомогу.
Ген, божевільний батько Атруса, кинувши свою сім'ю, за допомогою Мистецтва (Art) створив світ під назвою Riven, в якому проголосив себе Богом і покровителем населення; в цьому світі з числа мешканців він вибрав собі дружину по імені Катерина (Catherine). Однак жителі не хотіли залежати від Гена і висловили своє невдоволення тим, що відбувається. Крім того, при першій зустрічі Катерина закохалася в Атруса і пішла від Гена. У результаті Ген звернувся до крайніх заходів: він почав руйнувати новостворений світ в надії, що перелякане населення прибіжить до нього з благаннями про помилування і присягне йому на вірність. Але все вийшло інакше: проти тирана почалася партизанська війна, на чолі повстанців встала сама Катерина. Руйнування вийшли з-під контролю, світ помирав на очах. У результаті Гену все-таки вдалося взяти в полон Катерину, яку тепер і належить визволяти Страннику. Крім того, гравцеві необхідно позбутися й від самого Гена. Для цих цілей Атрус вручає Страннику книгу-пастку, в яку за допомогою обману необхідно заточити тирана при зустрічі.
В кінці своєї пригоди, відвідавши всі доступні в грі острова і світи, гравець укладає Гена в книгу-в'язницю, в Riven прибуває Атрус і забирає Катерину з собою, а сам світ тим часом руйнується. Останні кроки Мандрівник робить у порожнечу...
Варто відзначити, що в грі присутні дев'ять альтернативних кінцівок.

## Світи
У грі представлені наступні світи:
- D'ni (K'veer) — початок гри. Атрус дає Страннику необхідні вказівки і відправлю його в нелегку подорож.
- Riven — П'ятий світ Гена, в якому розгортається основна дія гри. Складається з п'яти островів, пов'язаних між собою химерної транспортною системою.
- Age 233 — світ-будинок Гена. Являє собою занедбану землю, зруйновану та негостинну місцевість з маленькою вежею на вершині гори. Тут можна виявити книги-портали на всі п'ять островів світу Riven, в тому числі і на важкодоступний острів Prison Island.
- Age 234 — світ, інформацію про який можна почерпнути лише з щоденників Гена. Однак ніхто ніколи його не бачив. Цілком можливо, що його взагалі не існує.
- Tay — світ заколотників, той самий, що зображений на коробці з грою. Шлях до нього пролягає через прихований прохід на Jungle Island.

Острови Riven:
- Temple Island — насправді, це не один острів, а два невеликих острівця, щільно прилягають один до одного. З визначних пам'яток можна відзначити великий золотий купол, що обертається кімнату і генератор.
- Jungle Island — один з найбільших островів з розвиненою транспортною системою. У центрі острова знаходиться лагуна.
- Crater Island (Book Assembly Island) — згаслий вулкан, у якого кратер до країв заповнився водою, утворивши невеличке озеро. Тут розташована фабрика Гена з виробництва паперу для нових книг.
- Plateau Island — Ген використовує цей острів для вивчення погіршення стану світу Riven. Також острів грає церемоніальну роль.
- Prison Island — самотнє гігантське дерево, перетворене Геном у в'язницю. Саме тут знаходиться Катерина, дружина Атруса. Доступ до острова можливий тільки через світ Age 233.

## Критичні відгуки та рецензії
| Видання       | Платформа | Платформа | Платформа |
| Видання       | Mac       | Win       | PS1       |
| ------------- | --------- | --------- | --------- |
| Game Rankings | 95%       | 85%       | 73.4%     |

Гра отримала в основному позитивні відгуки від гравців і преси. Наприклад, журнал «Computer Gaming World» писав, що «ми отримали свою улюблену гру, але тільки під новою назвою». Крім того, цей же журнал хвалив графіком, але лаяв слабо опрацьовану інтерактивність гри.
- Moby Games [Архівовано 18 січня 2011 у Wayback Machine.]- на даному сайті можна ознайомитися з деякими критичними відгуками гравців і професійними рецензіями.

## Цікаві факти
- Основна дія роману «Myst: The Book of Atrus» розгортається у світі Riven. Книга описує події, що відбуваються приблизно за 20 років до подій оригінальної гри Myst. Гра Riven може розглядатися як сіквел зазначеного роману.
- Книга, що веде в Riven, зустрічається на самому початку гри Myst 3: Exile. Але так як Riven до того часу вже зруйновано, потрапити в нього неможливо.
- Зображення та об'єкти з Riven зустрічаються в realMYST, Uru: Ages Beyond Myst та Myst V: End of Ages. Деякі символи тварин з Riven можна виявити і в Myst 4: Revelation (на мостина одній з кімнат).
- В кінці гри Myst 4: Revelation Атрус повідомляє, що його дочка Йеша (Yeesha) часто відвідувала світ Tay, відомий у Riven як світ бунтівників. Звідси випливає, що у Атруса є книга-портал, ведуча туди.
- 2 серпня 2006 Робін Міллер анонсував (за допомогою свого блогу[5]) онлайн-публікацію відеоролика для музичної композиції «Catherine's Freedom» з саундтрека до Riven, що отримав назву «Persistent Disparate Interchange».

## Виноски
1. ↑  Good Old Games — 2008.
2. 1 2 3 4 5 6 7 8 9  Steam — 2003.
3. ↑  Riven: The Sequel to Myst for PC — GameRankings. Архів оригіналу за 4 грудня 2008. Процитовано 17 березня 2011.
4. ↑  «Myst Again», Computer Gaming World, січень 1998.
5. ↑  # more Robyn Miller announces the online publication of the «Persistent Disparate Interchange» music video. Архів оригіналу за 10 липня 2011. Процитовано 17 березня 2011.